# برج فيجن (تل أبيب)

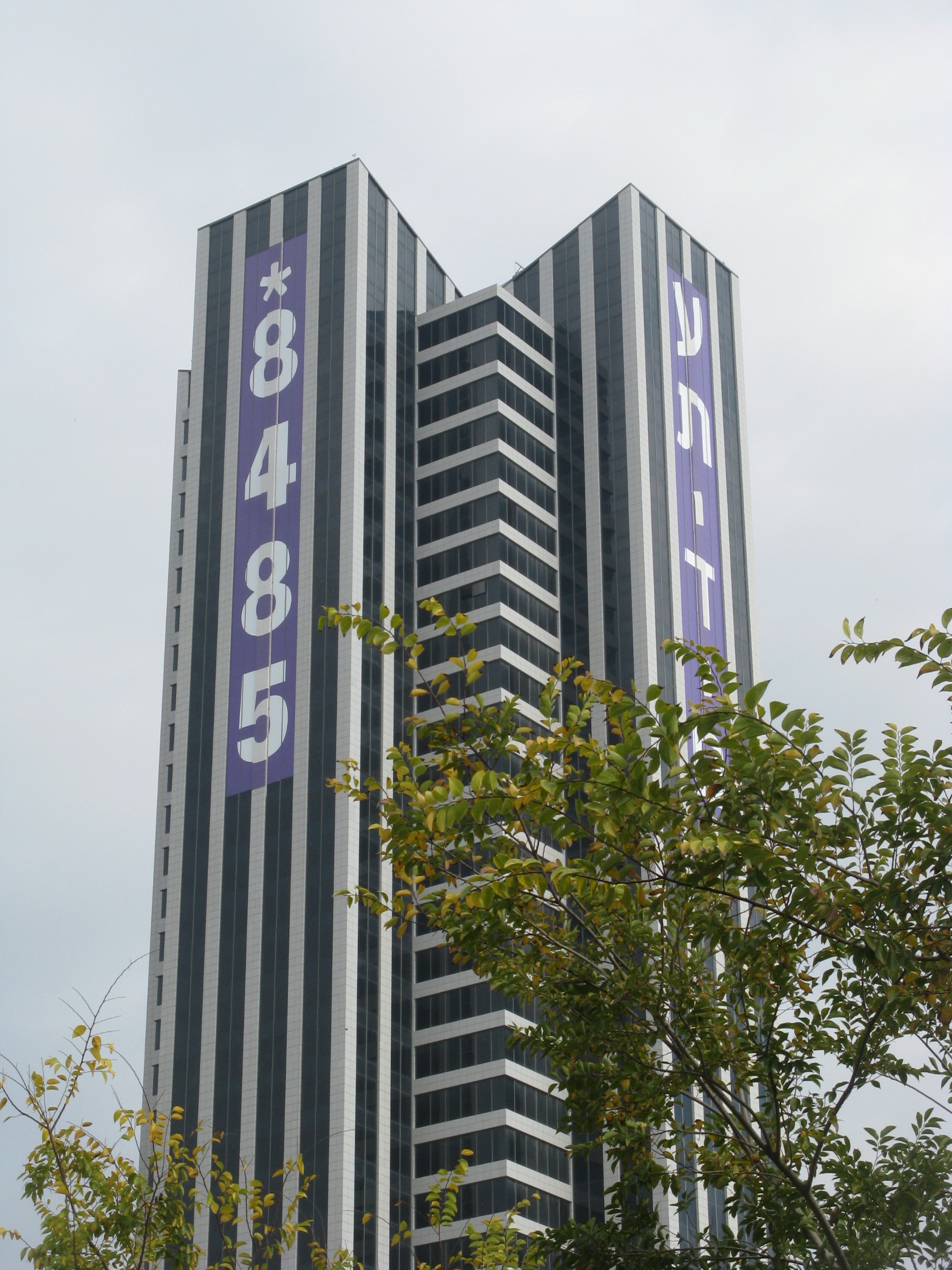
برج فيجن في تل أبيب

برج فيجن Vision Tower هو ناطحة سحاب في تل أبيب في إسرائيل.
تم الانتهاء من بنائه في عام 2009، ويبلغ ارتفاعه 149.8 مترًا ويتكون من 42 طابقًا  (على الرغم من أنه وفقًا لموقع سكايسكرابر بيدج skyscraperpage.com يتكون المبنى من 35 طابقًا ويبلغ ارتفاعه 149.8 متراً). 